# Juraj Miškov
Juraj Miškov (* 15. dubna 1973) je slovenský politik a místopředseda pravicově liberální politické strany Sloboda a Solidarita. V letech 2010-2012 působil ve funkci ministra hospodářství ve vládě Ivety Radičové.

## Život
V letech 1987-1991 studoval na Gymnáziu Ivana Horvátha v Bratislavě. V letech 1991-1994 studoval Filozofickou fakultu Univerzity Komenského v Bratislavě a v letech 1996-2001 na stejné univerzitě Fakultu managementu.
V roce 1991 působil na jako redaktor-elév ve Slovenském rozhlase v Bratislavě. V roce 1992 působil již jako redaktor v deníku Smena.
Následně působil jako jednatel ve společnostech Randolph, Young & Moore (1992-1993) a Burian, Miško & Partners (1993-1999) v Bratislavě. V letech 2000-2009 působil jako jednatel a generální ředitel společnosti MUW Saatchi & Saatchi.
Od roku 2010 je místopředsedou politické strany Sloboda a Solidarita. Od července téhož roku do dubna 2012 působil ve funkci ministra hospodářství Slovenska ve vládě Ivety Radičové.